# Torp (Haus)

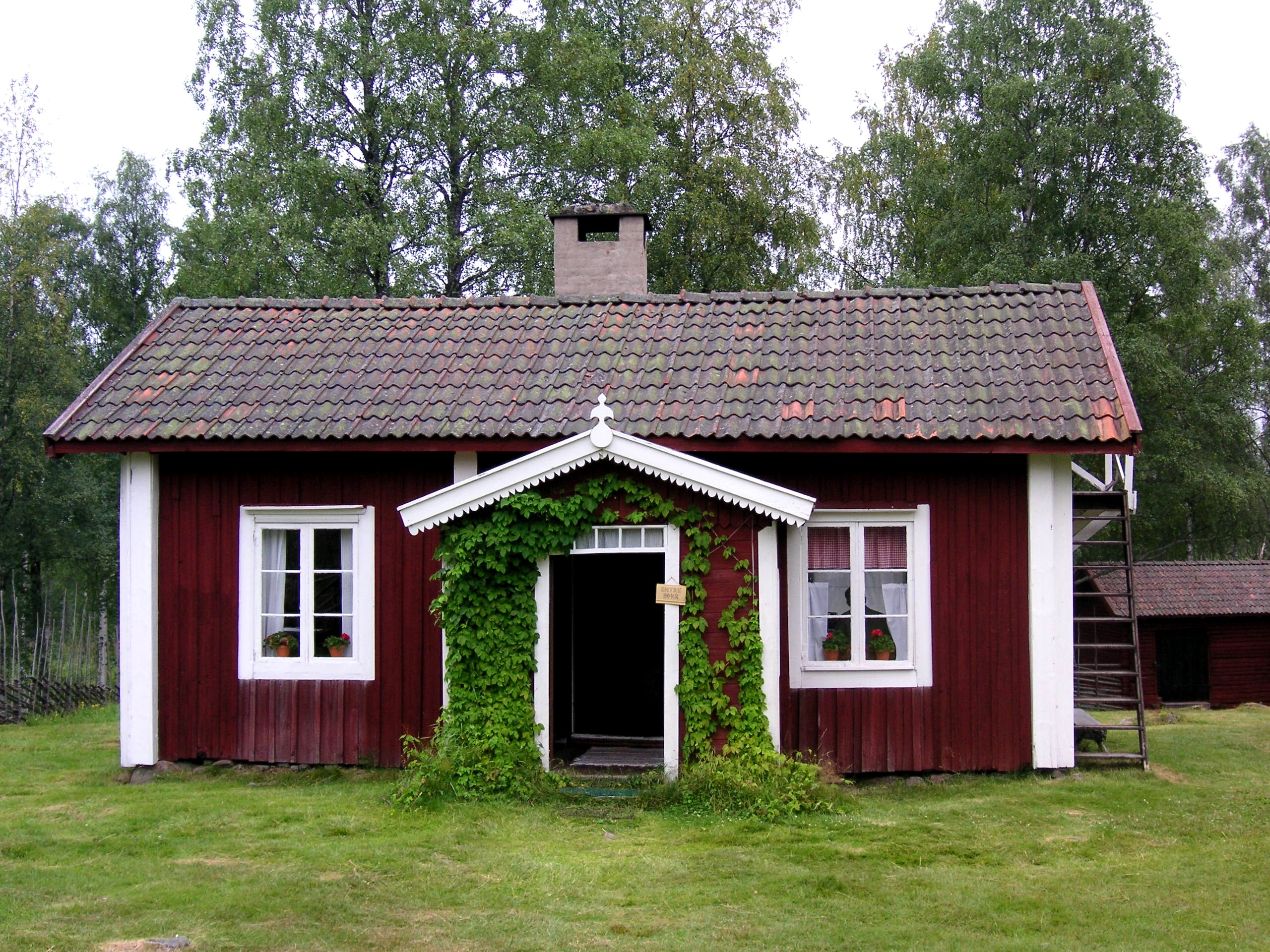
Dan Anderssons torp Loussastugan in Dalarna

Torp ist ein schwedischer Begriff für einen einsam gelegenen, kleinen Bauernhof. Torp hat den gleichen sprachlichen Ursprung aus dem gemeingermanischen Wort wie das althochdeutsche dorf, das englische thorp, das altisländische þorp und das holländische dorp. Torp wird jedoch heute nicht mehr mit „Dorf“ übersetzt, sondern kommt dem deutschen „Kate“ oder „Hufe“ am nächsten.
Im frühen Mittelalter verstand man in Schweden unter torp einen Hof, der sich vom gemeinsamen Grund des Dorfes abgrenzte und auch eingezäunt sein konnte. Diese Höfe konnten im Laufe der Zeit zu ansehnlichen Anwesen heranwachsen und zu Ortsnamen werden. In Kombination mit beispielsweise Vornamen oder Personennamen entstanden, hauptsächlich in Götaland, Ortsnamen wie Anderstorp, Åstorp, Hillerstorp, Perstorp, Staffanstorp oder Teckomatorp.
Im 16. und 17. Jahrhundert umfasste der Begriff auch kleine, unfreie Höfe (Hufe) auf privatem Grund. Der Nutzer, der so genannte torpare (Hufner), musste an den Grundbesitzer eine Art Miete in Form von Tagwerken oder Naturalien bezahlen. Dieses Verfahren war von großer Bedeutung für die Versorgung mit Arbeitskraft der großen Gutshöfe (Fronhöfe). Den Soldaten der Einteilungswerke wurden für ihren Lebensunterhalt Soldatentorp von den Bauern zur Verfügung gestellt.
Durch Gesetzgebung der Jahre 1907–1909 wurde die Bezahlung mit Tagewerken der Bargeldzahlung gleichgestellt. Dadurch wurde die Stellung des torpares gestärkt und viele Höfe wurden freigekauft. 1943 wurde das Abarbeiten durch Tagewerke ganz verboten. Heute versteht man unter torp hauptsächlich eine kleine, ältere Hütte auf dem Lande, die oft als Ferienhaus genutzt wird.